# Коропоккуру
Кор(о)поккур, Цорпоккур, Кор(о)покгур, Коропоккуру, Цорпоккуру, Коропокгуру (айнский コロポックル, コㇿポックㇽ koropokkuru, korpokkur), как утверждает мифология айнов — невысокие люди, обитавшие под землёй и под стеблями мать-и-мачехи или белокопытника, считавшиеся камуями (духами, божествами) растений (само слово составлено из айнских kor/koro — «белокопытник», pok — «под» и kur/kuru — «человек»).
Айны верили, что коропоккуру населяли их земли до их прихода. Они были умелыми рыбаками, жили в ямках с крышами, сделанными из листьев белокопытника. Как считают айны, их норы, осколки глиняной посуды и каменные орудия до сих пор можно где-то найти.

## Легенда
Давным-давно коропоккуру были в хороших отношениях с айнами и посылали им оленей, рыбу и другую добычу, обменивались товарами. Однако они очень не любили, когда их видели люди, и поэтому обычно делали свои поставки под покровом ночи.
Однажды один молодой айну захотел своими глазами увидеть коропоккуру и устроил засаду у окна, где они обычно оставляли свои подарки. Когда наконец явился коропоккуру, молодой человек схватил его и затащил внутрь. Оказалось, что он поймал прекрасную женщину-коропоккуру, и она была так разгневана грубостью айна, что её народ с тех пор никто никогда не видел.

## Запись мифа японскими исследователями
В конце 1880-х в ходе экспедиции на Курилы от курильских айнов японский антрополог Сёгоро Цубои впервые записал легенду о низкорослых карликах — коропокгуру, обитавших на островах задолго до прихода сюда айнов и оставивших после себя многочисленные ямы — котлованы полуподземных жилищ. 
В 1899 году в деревне Рубэцу японский антрополог Рюдзо Тории, отправленный Токийским университетом на Курилы для изучения айнов, записал от старой айнки 80 лет легенду о низкорослых карликах — коропокгуру, обитавших на Итурупе задолго до прихода айнов.

## Научные объяснения
Высказывалось предположение, что мифы о коропоккуру могут быть воспоминанием о реально существовавшем неолитическом народе, жившем на Хоккайдо и Сахалине до айнов и существовавшем отдельно от них, и даже что этот народ мог быть представителем Homo floresiensis, т. н. «хоббитов». Свидетельство тому — землянки, отличающиеся от айнских и гончарные изделия, не похожие на принадлежащие айнской культуре.

Написание цорпок-куру правильнее, чем широко распространенное коро-пок-гуру, потому что, во-первых, коропок есть искажение оригинального айнского слова цорпок — «под», а во-вторых, в языке айну звук [г] сам по себе не существует, а возможен лишь как вариант фонемы /к/.— Акулов А. Ю. «К истории вопроса о цорпок-куру. Связи культуры айну с культурой Дзёмон» // Этнографическое обозрение. — № 2. — 2007
Существует две точки зрения относительно того, существовало ли на самом деле племя цорпок-куру. С. Цубои, Б. Пилсудский считают, что это реально существовавшее племя, вытесненное айнами. В свою очередь, Р. Тории, Ё. Коганэи, Н. Г. Манро, Б. Ляуфер, Дж. Бэчелор считают, что это мифологический народ, а находимые при раскопках керамика и каменные орудия принадлежат самим айнам.

## См.также
- Тончи